# حمام دزک
حمام دزک مربوط به دوره قاجار است و در شهرستان کیار، بخش مرکزی، دهستان کیار شرقی، روستای دزک، خیابان میراث واقع شده و این اثر در تاریخ ۱۵ دی ۱۳۸۷ با شمارهٔ ثبت ۲۴۲۲۱ به‌عنوان یکی از آثار ملی ایران به ثبت رسیده است.